# Tepich (Peto)
Tepich es una localidad del municipio de Peto en Yucatán, México.

## Toponimia
El nombre (Tepich)  proviene del idioma maya.

## Datos históricos
- En 2005 cambia de nombre de Pich a Tepich.

## Demografía
Según el censo de 2005 realizado por el INEGI, la población de la localidad era de 3 habitantes.
| ?                           | ? | 3 |
| (Fuente: INEGI [Consultar]) |   |   |